# John Bohlinger
John Bolhinger, Jr., né le 21 avril 1936 à Bozeman, est un homme politique américain, membre du Parti démocrate.

## Biographie
Il effectue son service militaire actif dans le corps des Marines. À son retour, en 1961, il reprend le magasin familial de vêtements féminins dont l'enseigne est le prénom de sa mère Aileen.
Membre du Parti républicain, Bohlinger est membre de la Chambre des représentants du Montana de 1992 à 1998, puis du Sénat du Montana de 1998 à 2004. Il est lieutenant-gouverneur de l'État au côté du gouverneur démocrate Brian Schweitzer de 2005 à 2013. Lors de l'élection présidentielle de 2008, il soutient publiquement John McCain en indiquant « qu'il était fier de lui ». En 2013, il rejoint le Parti démocrate. En 2014, il se présente à la primaire démocrate pour désigner le candidat à l'élection sénatoriale du mois de novembre, mais il est battu par John Walsh.

## Vie privée
John Bolhinger est marié une première fois avec Bette Cobetto, qui est décédée en janvier 2006 et dont il a 6 enfants. Depuis, il s'est remarié en janvier 2008 avec Karen Seiler.